# Lilith (lua hipotética)
Lilith é o nome dado a uma hipotética segunda lua da Terra, sobre a mesma massa que a Lua da Terra, proposto pelo astrólogo Walter Gornold (Sepharial) em 1918. Gornold tomou o nome de Lilith da lenda medieval judaica, onde ela é descrita como a primeira esposa de Adão. Gornold alegou que Lilith foi a mesma lua que o cientista Georg Waltemath afirmou ter descoberto na virada do século. Gornold também afirmou ter visto a lua de Waltemath e opinou que estava escuro o suficiente para ter escapado da detecção visual. No entanto, as ideias propostas por Georg Waltemath sobre satélites naturais já tinha sido desacreditada por dois astrônomos austríacos na virada do século.
Na atual astrologia, o nome Lilith é geralmente dado a um ponto no horóscopo que representa a direção do apogeu da lua real, em relação com a hipotética segunda lua. Quando considerado como um ponto, este Lilith às vezes é definido como o segundo foco da elipse descrita pela órbita da Lua, a terra é o primeiro foco, e o apogeu situa-se no mesmo sentido. Leva 8 anos e 10 meses para completar o seu circuito em torno do zodíaco.